# جلين ديفيس
جلين ديفيس (بالإنجليزية: Glyn Davis)‏ هو أكاديمي أسترالي، ولد في 26 يوليو 1959.